# Senna domingensis
Senna domingensis là một loài thực vật có hoa thuộc họ họ Đậu (Fabaceae). Đây là một loài bị đe dọa, có ở Cuba, Cộng hòa Dominica, và Haiti.